# Coussarea lutea
Espèce
Synonymes
Selon Tropicos (30 mai 2024)
- Coussarea mapourioides Bremek.
- Nonatelia lutea Aubl. - Basionyme
- Psychotria lutea (Aubl.) Willd.

Selon GBIF (30 mai 2024)
- Nonatelia lutea Aubl. - Basionyme
- Oribasia lutea J.F.Gmel.
- Palicourea lutea (Aubl.) G.Nicholson
- Psychotria lutea (Aubl.) Forsyth f.
- Psychotria lutea (Aubl.) Willd.

Coussarea lutea est une espèce d'arbuste d'Amérique du sud, appartenant à la famille des Rubiaceae.

## Description
En 1953, Lemée en propose la description suivante de Coussarea lutea :

« Coussarea lutea Brem. (Nonatelia lutea Aubl. I, 190, mais non Aublet ex Steud. dans Flora XVI, 1843, 763 qui est Pal. longiflora, renseignement dû à l'obligeance de M. Bremekamp). Arbrisseau à tronc de 0,33 ou plus ramifié au sommet et à ramifications noueuses ; feuilles ovales aiguës glabres entières pétiolées, stipules amplexicaules à 2 lobes oblongs opposés ; inflorescences terminales en grappes ; fleurs à calice nu, corolle jaune à tube très long et limbe à 5 lobes longs aigus ; baie à 5 loges. - Kourou (Aublet). »

— Albert Lemée, 1953.

## Répartition
Coussarea lutea est présent du Suriname à la Guyane.

## Écologie
Coussarea lutea est largement méconnu.

## Protologue

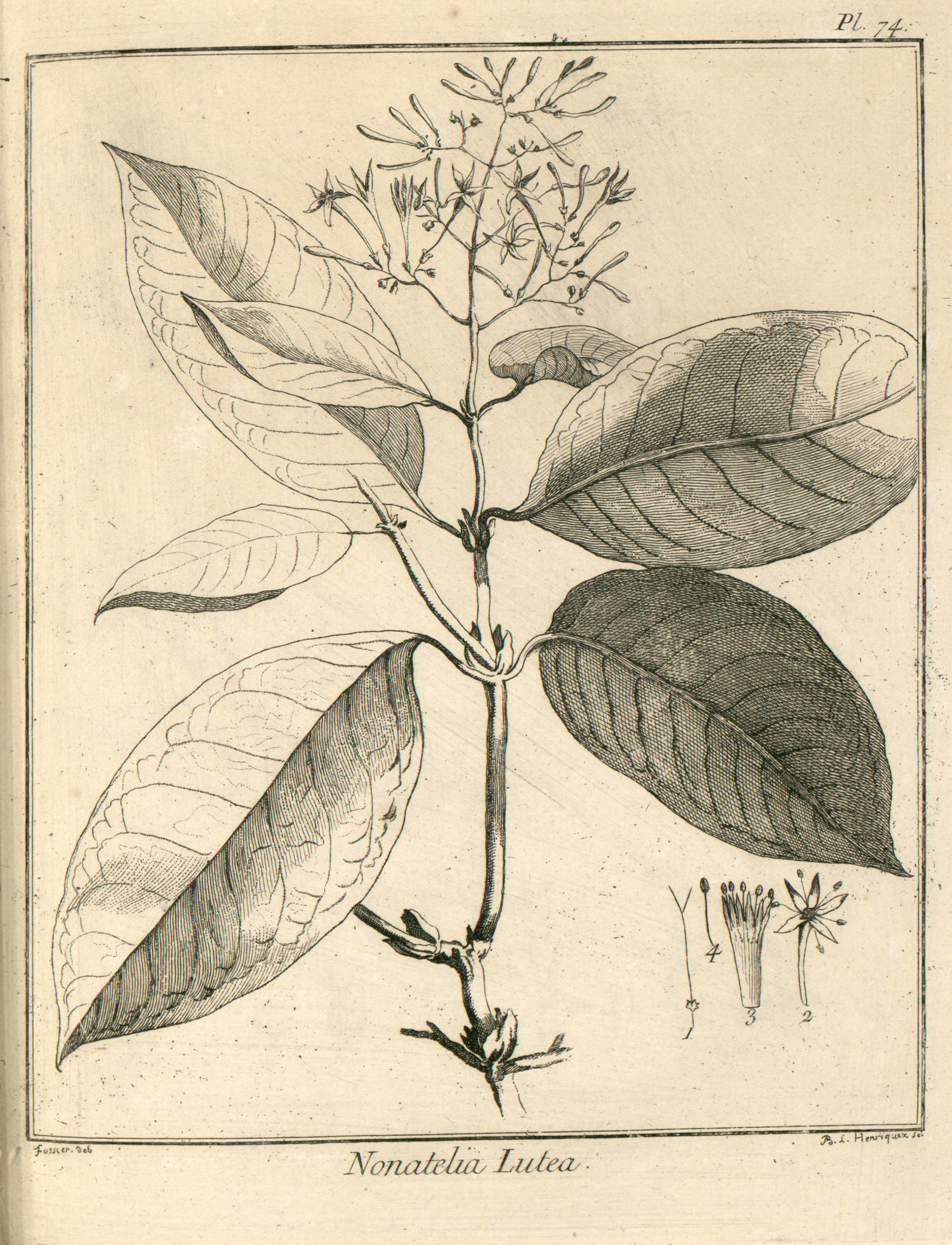
Nonatelia lutea (= Coussarea lutea) par Aublet (1775)
La fleur qu'on a repréſentée eſt de grandeur naturelle. - 1. Calice. Ovaire. Style. Stigmate. - 2. Corolle épanouie. - 3. Corolle ouverte. Étamines. - 4. Étamine.

En 1775, le botaniste Aublet a premièrement décrit Coussarea lutea sous le nom de Nonatelia lutea et en a proposé le protologue suivant : 

« 6. NONATELIA (lutea) foliis ovatis, acutis ; tubo nor is prælongo. (Tabula 74.)
Frutex trunco pedali & amplius, ad ſummitatem ramoſo ; ramis nodoſis. Folia ovata, acuta, glabra, integerrima, petiolata ; stipulæ amplexicaules, bilobæ, adnexæ ; lobis oblongis, oppoſitis. Flores racemoſi, terminales. Calix nudus. Corolla lutea, tubo longiſſimo, limbo quinquefido, lobis longis, acutis. Bacca quinquelocularis.
Habitat propc montem Courou.
Florebat Septembri.

L'AZIER à fleurs jaunes. (PLANCHE 74.)
Cet arbrisseau pouſſe de ſa racine un tronc qui a environ un pied d'élévation au deſſus de la terre, & duquel ſortent pluſieurs branches noueuſes & rameuſes, garnies à chaque nœud de deux feuilles oppoſées, & diſpoſées en croix. Elles ſont fines, molles, vertes, & terminées par une longue pointe. Leur pédicule a environ un pouce de long : chaque pédicule s'unit à celui qui lui eſt oppoſé par une stipule intermédiaire, placée ſur chaque face du rameau. Cette ſtipule eſt longue, fermé & obtuſe ; les plus grandes feuilles ont ſix pouces & demi de longueur, ſur trois & demi de largeur.
Les fleurs naiſſent à l'extrémité des rameaux ſur des grappes donc les branches ſont oppoſées.
Le calice eſt très petit, arrondi en forme de coupe, & à cinq dentelures.
La corolle eſt monopétale, jaune ; ſon tube eſt long, renflé vers fon pavillon qui eſt partagé en cinq lobes longs, étroits & aigus. Ce tube eſt attaché ſur l'ovaire autour d'un diſque.
Les étamines ſont au nombre de cinq, placées ſur la paroi ſupérieure & interne du tube au deſſous de ſes diviſions ; leur filet eſt court. L'anthère eſt large & à deux bourſes.
Le piſtil eſt un ovaire renfermé dans le fond du calice avec lequel il fait corps ; il eſt couronné par un diſque du centre duquel ſort un style long, diviſé par le haut en deux filets terminés par un stigmate obtus.
L'ovaire conjointement avec le calice, devient un fruit que je n'ai pas vu dans ſa parfaite maturité ; mais en le coupant horiſontalement, il m'a paru à cinq loges.
J'ai trouvé cet arbriſſeau au bas de la montagne de Courou. Il étoit en fleur dans le mois de Septembre. »

— Fusée-Aublet, 1775.